# Silurana epitropicalis
Silurana epitropicalis е вид жаба от семейство Безезични жаби (Pipidae). Видът не е застрашен от изчезване.

## Разпространение
Разпространен е в Ангола, Габон, Демократична република Конго, Екваториална Гвинея, Камерун и Централноафриканска република.